# ギプス (映画)
『ギプス』は、2001年公開の日本映画。塩田明彦監督。

## キャスト
- 長谷川環：佐伯日菜子
- 大下和子：尾野真千子
- 伊藤：山中聡
- 教師：津田寛治
- 菅沼：黒沼弘己
- 手塚とおる
- 神林理央子
- 竹本直美
- 居原田眞美
- 藤森朋果
- 篠原悦子
- 安里麻里
- 岡明子
- 原口周平
- 相馬大
- 南川要一
- 佐竹康成
- 伊藤晋